# 코로 (도시)
산타아나데코로(스페인어: Santa Ana de Coro)는 베네수엘라 팔콘 주의 주도이며 베네수엘라 서부에 있는 가장 오래된 도시이다. 보통 코로라고 줄여서 불린다.

## 역사
산타아나데코로는 1527년 스페인 식민지 사람들이 건설했다. 코로라는 이름은 바람을 뜻한다.
이 도시는 식민지 개척시대 당시 격동의 역사를 거칠 수밖에 없었으며, 그에 따라 수많은 공격을 당하기도 했다.
16세기에는 독일의 남미 진출 기지로 이용되기도 하였지만, 1806년에 스페인으로부터의 독립을 위해 싸우던 프란시스코 드 미란다에 의해 수복되었고, 이 곳에 베네수엘라의 삼색기가 처음 걸리게 되었다.

## 세계 문화 유산
1950년대부터 코로항구 지역은 국가에서 지정한 유적으로 보존되고 있었고, 1993년 유네스코가 지정한 세계문화유산이 되었다. 하지만, 2005년에 코로는 위기에 처한 세계문화유산에 이름을 올리게 되었다.
역사적으로 가치가 있는 식민지 시대 건축물부터 특별한 자연 경관까지, 코로는 관광객들에게 다양한 볼거리를 제공한다.
항구의 북동쪽은 베네수엘라의 유일한 사막을 형성하는 엄청난 모래언덕(로스 메다노스 드 코로|Los Medanos de Coro)과 연결되어 있다. 모래 언덕은 코로 지역과 항구 사이의 5마일 정도 되는 길을 따라 있으며, 세계 문화 유산 지역은 돌로 이루어진 길과 수만은 전통 건축물들로 이루어진 18~19세기의 전통 도시의 모습을 간직하고 있다.
일부 건축물들은 이슬람식의 Mudéjar양식을 반영하고 있으며, 다른 건축물들은 식민지 시대의 네덜란드 양식을 반영하고 있다.
이 중에는 흥미로운 교회와 오래된 유대교 사원도 있다.
베네수엘라 내의 다른 식민지 마을은 전통 양식을 잘 보존하지 않았으므로 여러 문화들이 섞여 있는 코로 항구는 특별할 것이다.
코로 항구의 전통 건축물들은 adobe라 불리는 흙으로 만들어졌거나, "bahareque"라 불리는 가공한 흙을 이용했다.
이러한 흙으로 만들어진 건축물들은 보존이 매우 힘들 수밖에 없다. 2008년에 유네스코는 코로 항구의 25%가량의 흙으로 만든 건축물들이 모여있는 지역을 위기에 처한 세계문화유산의 목록에 올려놓았다. 또한 베네수엘라의 기후와 관련이 있는 것으로 여겨지는 폭우로 인해 코로 항구의 전통 건축물들에 많은 피해가 있었다. 이 폭우 피해는 코로 항구가 유네스코가 지정한 위기에 처한 세계문화유산의 목록에 오르게 된 매우 큰 이유다. 다른 요인으로는 이 지역 부근의 개발 계획도 있다.

## 주변 환경
북쪽으로 한 시간가량 가다 보면, 파라구아나 반도에 있는 윈드서핑으로 세계적으로 유명한 해변에 도착할 수 있다. 남 쪽으로 한 시간 가면 있는 "La Sierra de Coro"에서는 좀 더 온화한 기후를 느낄 수 있으며, 시내의 경관을 내려다 볼 수 있다. 맑은 날에는 모래 언덕까지 볼 수 있으며, 그 뒤쪽의 해변가도 볼 수 있다. 서쪽으로 가면, 중요한 화석 지대인 우루마코(Urumaco)를 방문할 수 있다.

## 경제
코로 항구의 경제는 주 정부의 지출에 크게 의존하고 있다. 시내의 많은 사람들은 소매업, 건설업, 전문 직종 등에 종사한다.

## 기후
| 코로의 기후                                                                                   | 코로의 기후  | 코로의 기후  | 코로의 기후  | 코로의 기후  | 코로의 기후  | 코로의 기후  | 코로의 기후  | 코로의 기후  | 코로의 기후  | 코로의 기후  | 코로의 기후  | 코로의 기후  | 코로의 기후   |
| 월                                                                                            | 1월          | 2월          | 3월          | 4월          | 5월          | 6월          | 7월          | 8월          | 9월          | 10월         | 11월         | 12월         | 연간          |
| --------------------------------------------------------------------------------------------- | ------------ | ------------ | ------------ | ------------ | ------------ | ------------ | ------------ | ------------ | ------------ | ------------ | ------------ | ------------ | ------------- |
| 역대 최고 기온 °C (°F)                                                                        | 37.8 (100.0) | 37.8 (100.0) | 41.6 (106.9) | 43.6 (110.5) | 41.4 (106.5) | 43.0 (109.4) | 43.2 (109.8) | 45.0 (113.0) | 45.0 (113.0) | 41.8 (107.2) | 39.3 (102.7) | 40.5 (104.9) | 45.0 (113.0)  |
| 일평균 최고 기온 °C (°F)                                                                      | 29.9 (85.8)  | 30.1 (86.2)  | 31.4 (88.5)  | 31.9 (89.4)  | 32.7 (90.9)  | 33.0 (91.4)  | 32.9 (91.2)  | 33.9 (93.0)  | 34.0 (93.2)  | 32.3 (90.1)  | 31.3 (88.3)  | 30.3 (86.5)  | 32.0 (89.6)   |
| 일일 평균 기온 °C (°F)                                                                        | 26.8 (80.2)  | 27.2 (81.0)  | 27.8 (82.0)  | 28.6 (83.5)  | 29.3 (84.7)  | 29.4 (84.9)  | 29.2 (84.6)  | 29.8 (85.6)  | 29.8 (85.6)  | 29.1 (84.4)  | 28.4 (83.1)  | 27.4 (81.3)  | 28.6 (83.5)   |
| 일평균 최저 기온 °C (°F)                                                                      | 23.8 (74.8)  | 24.0 (75.2)  | 24.6 (76.3)  | 25.6 (78.1)  | 26.3 (79.3)  | 26.5 (79.7)  | 26.2 (79.2)  | 26.6 (79.9)  | 26.7 (80.1)  | 26.2 (79.2)  | 25.6 (78.1)  | 24.6 (76.3)  | 25.6 (78.1)   |
| 역대 최저 기온 °C (°F)                                                                        | 19.5 (67.1)  | 19.0 (66.2)  | 19.0 (66.2)  | 21.1 (70.0)  | 20.4 (68.7)  | 21.8 (71.2)  | 20.0 (68.0)  | 21.6 (70.9)  | 20.5 (68.9)  | 20.0 (68.0)  | 20.8 (69.4)  | 18.8 (65.8)  | 18.8 (65.8)   |
| 평균 강우량 mm (인치)                                                                         | 24.5 (0.96)  | 19.9 (0.78)  | 21.8 (0.86)  | 19.0 (0.75)  | 24.8 (0.98)  | 26.8 (1.06)  | 33.5 (1.32)  | 39.3 (1.55)  | 43.7 (1.72)  | 83.9 (3.30)  | 65.2 (2.57)  | 57.0 (2.24)  | 459.4 (18.09) |
| 평균 강우일수 (≥ 1.0 mm)                                                                      | 3.4          | 2.3          | 1.3          | 1.4          | 1.2          | 4.3          | 4.1          | 4.9          | 6.1          | 8.3          | 6.3          | 7.6          | 50.2          |
| 평균 상대 습도 (%)                                                                            | 69.0         | 68.5         | 67.0         | 69.0         | 68.5         | 68.0         | 67.5         | 67.0         | 67.0         | 70.5         | 72.0         | 71.0         | 68.8          |
| 평균 월간 일조시간                                                                            | 291.4        | 268.8        | 288.3        | 234.0        | 248.0        | 255.0        | 285.2        | 288.3        | 261.0        | 251.1        | 252.0        | 266.6        | 3,189.7       |
| 평균 일일 일조시간                                                                            | 9.4          | 9.6          | 9.3          | 7.8          | 8.0          | 8.5          | 9.2          | 9.3          | 8.7          | 8.1          | 8.4          | 8.6          | 8.7           |
| 출처 1: 미국 해양대기청 (평년값: 1991년~2020년, 극값: 1961년~2020년, 일조시간: 1971년~1990년) |              |              |              |              |              |              |              |              |              |              |              |              |               |
| 출처 2: 베네수엘라 국립기상수문학연구소 (상대습도: 1970년~1998년)                             |              |              |              |              |              |              |              |              |              |              |              |              |               |